# Трёхстенки
Трёхстенки — село в Каменском районе Воронежской области России.
Административный центр Трехстенского сельского поселения

## География

### Улицы
- ул. Колхозная,
- ул. Мира,
- ул. Победы,
- ул. Полевая,
- ул. Рабочая,
- ул. Садовая,
- ул. Свободы,
- ул. Солнечная,
- ул. Центральная.

## История
Село было населено выходцами из Острогожска в первой половине XVIII века. Раньше других здесь обосновались крестьяне Чулков, Вабиков, Ещенко.
По данным за 1767 год здесь было 18 дворов и проживало 67 человек мужского пола. Были они прихожанами Ильинской церкви Острогожска. Слово «стенка» в XVIII веке и начале XIX века у населения южной части Воронежской губернии означало земельный участок (буквально — край поля). Название села произошло от того, что земля его крестьянам давалась в трех местах, в «трехстенках», или эта земля была ограничена «тремя стенками» — тремя участками других поселений. Земли села Трехстенки принадлежали помещикам Каширину и Рощиной.
В первой половине XIX века появились частные школы. Частные школы открывали люди, не всегда имевшие образование, считалось, что если немного уметь читать и писать должен научить других. Была такая школа и в Трехстенках. В середине XIX века в селе появилась народная школа, а позднее — церковно-приходская.
Кирпичная церковь Успения Пресвятой Богородицы была построена в 1856 году, в 1881 году пристроена колокольня. В её приходе состояли жители слободы Трехстенки и хуторов Косенков и Кириченков. Церковь расположена в центре села на высоком холме. Территория обнесена кирпичной оградой с воротами. Кубический двухсветный объём храмовой части увенчан небольшим цилиндрическим световым барабаном с луковичным куполом. К храму примыкают пониженные равновысокие прямоугольная трапезная и полукруглая апсида. Нижний ярус двухъярусной колокольни несколько шире трапезной, образован повышенным четвериком с боковыми объёмами и крытым крыльцом западного входа. Ярус звона колокольни — восьмерик с широкими фасадными гранями. Венчает колокольню восьмигранный шатер с луковичной главкой. Углы всех фасадов подчеркнуты лопатками с филенками. Объёмы завершены сильно вынесенным карнизом. Северный и южный фасады четверика храма в нижней части декорированы филенками. Все проемы арочные, в рамках, с килевидными архивольтами на кронштейнах. Проемы светового барабана объединены подоконной полкой. В декоре колокольни черты русского стиля более выражены. Северный и южный фасады нижнего яруса завершены аттиками — закомарами. Сдвоенные окна объединены широкими килевидными наличниками. Грани яруса звона венчают килевидные кокошники, образующие венец в основании шатра.
В фасадном декоре церкви применена настенная живопись по штукатурке: в ложных окнах диагональных граней светового барабана — изображения Апостолов; в средней нише апсиды — икона Божией Матери; над западным входом, в полукруглой нише — изображение Тайной вечери. Внутри храмовая часть перекрыта четырёхлотковым со световым кольцом и распалубками над окнами второго света сводом; алтарь — конхой; трапезная — цилиндрическим сводом с распалубками над окнами. Подколокольное пространство первого яруса имеет парусный свод, а западное крыльцо — цилиндрический перекрытие. На стенах в трапезной и алтаре — масляные росписи, обновлённые в XX веке. Иконостас трехъярусный, рамы деревянные, резные, позолоченные. Аналогичные рамы у всех основных икон церкви. В 1994 году эта церковь поставлена под государственную охрану как памятник истории и архитектуры Воронежской области.
В 80-е годы XVIII века священником в церкви был Василий Федорович Лебедев. С 1905 года священником был отец Митрофан (Тихомиров). Службу он вел с большими перерывами до 1961 года. После его отъезда в церкви не было постоянного настоятеля. Лишь в 1969 году в Успенскую церковь приехал новый священник — отец Александр, в миру Александр Викторович Долгушев. До 1989 года он прослужил в Трехстенках, потом переехал в Каменку.

## Достопримечательности
Храм Успенской Богородицы

## Известные уроженцы
Савченко Антон Севастьянович (1912—1945) — участник Великой Отечественной войны, полный кавалер Ордена Славы, командир 76-мм пушки 172-го гвардейского стрелкового полка, гвардии старшина.